# Везио (Бреша)
Везио је насеље у Италији у округу Бреша, региону Ломбардија. 
Према процени из 2011. у насељу је живело 385 становника. Насеље се налази на надморској висини од 612 м.